# 投資会社法
投資会社法（とうしがいしゃほう、英語: Investment Company Act of 1940）は、1940年にアメリカ合衆国にて公法（Pub. L. 76-768）として成立・施行された法律。合衆国法典第15編80a-1-80a-64で法典化されている。1929年の世界恐慌後の金融システムの安定化などを企図して成立した。投資ファンドを規制し、投資家の保護を基本理念として成立し、投資家の同意なしに投資会社の方針を変化させるのを禁じた。1933年証券法、1934年証券取引所法、1940年投資顧問法、米国証券取引委員会（SEC）が発行する広範な規則とともに、米国における金融規制の中心的存在となっている。2010年のドッド・フランク法によって更新された。この法律は、現在数兆ドル規模の投資産業であるミューチュアル・ファンドやクローズドエンドファンドの主要な規制源であり、ヘッジファンド、プライベート・エクイティ・ファンド、さらには持株会社の運用にも影響を与える。

## 歴史
1924年にミューチュアル・ファンドが設立されると、投資家はこの新しい投資手段に大きく投資した。その5年半後、1929年のウォール街の大暴落が起こり、米国は世界恐慌に突入した。この危機を受け、米国議会は1933年証券法、1934年証券取引所法を制定した。
1935年、議会はSECに業界に関する報告を要請し、1938年から1940年にかけて「投資信託研究」が報告された。当初提出された法律と成立した法律は異なり、当初案ではSECにより広い権限が与えられていたが、最終法案はSECと業界の共同メンバーによって立案され議会に提出された妥協案であり、議会も最終的に同様のものを成立させている。米国証券取引委員会（SEC）で投資会社部部長となったデビッド・シェンカー（David Schenker）は当初の立案者の1人として活動している。
1992年までに、特に独立した取締役会と手数料と費用の制限に関する追加的な保護を行うために1970年に改正されたことを除けば、法律はほとんど変更されていない。

## 法の目的と範囲
この法律の目的は、法案にあるように、「国家公共の利益と投資家の利益に悪影響を及ぼす...状況を緩和し、...除去すること」である。具体的には、投資会社や証券取引所における利益相反を規制する法律である。この法律は、各投資会社に関する重要な詳細の開示を法的に義務付けることで、主に国民を保護しようとしている。 また、この法律は、株式の空売りなど、特定の投資信託の活動にいくつかの制限を加えている。 しかし、この法律は、米国証券取引委員会（SEC）が投資会社の実際の投資判断について特定の判断を下したり、監督したりする規定を設けてはいない。同法は、投資会社に対し、自らの財務の健全性に関する情報を公開するよう求めている。

## 権限
投資会社法はすべての投資会社に適用されるが、いくつかの種類の投資会社は法の適用対象から除外されている。最も一般的な適用除外は、同法第3条（c）（1）および第3条（c）（7）にあり、ヘッジファンドが含まれる。 2021年10月、60以上の法律事務所が「極めて異例の共同声明」を発表し、特別買収目的会社（SPAC）が会社株式の公開から1年以内に運営事業を買収しない場合、同法による規制の対象とすることとした。この声明は、投資家に代わって提起された白紙委任会社GO Acquisition Corp.に対する訴訟の棄却に関して、イェール大学のジョン・モーレイ（John Morley）法学教授とニューヨーク大学のロバート・J・ジャクソン法学教授が反対したことを受けたものである。

議会は、この法律を連邦法として制定する際、各州に任せるのではなく、法案本文に法律制定の根拠を記載し、その行為を正当化した：
このような会社の活動は多くの州に及び、州をまたがる商取引の手段を使用し、証券保有者の地理的分布も広いため、投資家の利益のためにこのような会社に対する効果的な州の規制は、不可能ではないにしても、困難である。

### 投資会社の種類を3分類
同法では、規制対象となる投資会社の種類を3つに分類している。:
- 額面証書発行会社：分割払いの額面証書を発行する事業を行う投資会社。
- 単位投資信託: 信託証書、保管または代理の契約、または同様の文書に基づいて組織され、取締役会を持たず、償還可能な証券のみを発行する投資会社で、各証券は特定証券の単位の未分割持分を表す。
- 運用会社：額面証書会社やユニット型投資信託以外の投資会社。運用会社の中で最もよく知られているのはミューチュアル・ファンドである。

## 条文
- Sec. 1. Findings and Declaration of Policy.
- Sec. 2. General Definitions.
- Sec. 3. Definition of Investment Company.
- Sec. 4. Classification of Investment Companies.
- Sec. 5. Subclassification of Management Companies.
- Sec. 6. Exemptions.
- Sec. 7. Transactions by Unregistered Investment Companies.
- Sec. 8. Registration of Investment Companies.
- Sec. 9. Ineligibility of Certain Affiliated Persons and Underwriters.
- Sec. 10. Affiliations of Directors.
- Sec. 11. Offers of Exchange.
- Sec. 12. Functions and Activities of Investment Companies.
- Sec. 13. Changes in Investment Policy.
- Sec. 14. Size of Investment Companies.
- Sec. 15. Investment Advisory and Underwriting Contracts.
- Sec. 16. Changes in Board of Directors; Provisions Relative to Strict Trusts.
- Sec. 17. Transactions of Certain Affiliated Persons and Underwriters.
- Sec. 18. Capital Structure.
- Sec. 19. Dividends.
- Sec. 20. Proxies; Voting Trusts; Circular Ownership.
- Sec. 21. Loans.
- Sec. 22. Distribution, Redemption, and Repurchase of Redeemable Securities.
- Sec. 23. Distribution and Repurchase of Securities: Closed-End Companies.
- Sec. 24. Registration of Securities Under Securities Act of 1933.
- Sec. 25. Plans of Reorganization.
- Sec. 26. Unit Investment Trusts.
- Sec. 27. Periodic Payment Plans.
- Sec. 28. Face-Amount Certificate Companies.
- Sec. 29. Bankruptcy of Face-Amount Certificate Companies.
- Sec. 30. Periodic and Other Reports; Reports of Affiliated Persons.
- Sec. 31. Accounts and Records.
- Sec. 32. Accountants and Auditors.
- Sec. 33. Filing of Documents With Commission in Civil Actions.
- Sec. 34. Destruction and Falsification of Reports and Records.
- Sec. 35. Unlawful Representations and Names.
- Sec. 36. Breach of Fiduciary Duty.
- Sec. 37. Larceny and Embezzlement.
- Sec. 38. Rules, Regulations, and Orders; General Powers of Commission.
- Sec. 39. Rules and Regulations; Procedure for Issuance.
- Sec. 40. Orders; Procedure for Issuance.
- Sec. 41. Hearings by Commission.
- Sec. 42. Enforcement of Title.
- Sec. 43. Court Review of Orders.
- Sec. 44. Jurisdiction of Offenses and Suits.
- Sec. 45. Information Filed With Commission.
- Sec. 46. Annual Reports of Commission; Employees of the Commission.
- Sec. 47. Validity of Contracts.
- Sec. 48. Liability of Controlling Persons; Preventing Compliance With Title.
- Sec. 49. Penalties.
- Sec. 50. Effect on Existing Law.
- Sec. 51. Separability of Provisions.
- Sec. 52. Short Title.
- Sec. 53. Effective Date.
- Sec. 54. Election to Be Regulated As A Business Development Company.
- Sec. 55. Functions and Activities of Business Development Companies.
- Sec. 56. Qualifications of Directors.
- Sec. 57. Transactions With Certain Affiliates.
- Sec. 58. Changes in Investment Policy.
- Sec. 59. Incorporation of Provisions.
- Sec. 60. Functions and Activities of Business Development Companies.
- Sec. 61. Capital Structure.
- Sec. 62. Loans.
- Sec. 64. Accounts and Records.
- Sec. 65. Liability of Controlling Persons; Preventing Compliance With Title.

## 注目すべき条項の概要
第1条から第5条では、用語の定義と投資会社の分類が行われている。投資会社の定義には、いくつかの適用除外も含まれている。定義における適用除外に加え、第6条では追加の適用除外が記述されており、特に6（c）は、SECに「条件付きまたは無条件で、あらゆる者を...あらゆる規定から除外する」という広範な裁量を与えている。最初の起草者の一人であるデビッド・シェンカー（SECの投資会社部門の責任者となった）は、1940年に業界の複雑さを指摘することでこの規定を説明した。これは、1970年代にベンチャーキャピタル会社を除外するために顕著に用いられ、それに先立つ法令の変更で、最終的に適格購入者に対する非公開証券の発行者を除外する第3節（c）（7）などが設けられた。3（c）（11）は一般的に集団投資信託を除外している。
第7条は、投資会社が公募を含む登録まで事業を行うことを禁止している。2018年、SECは第7条違反の疑いで暗号通貨ヘッジファンドに対して行動を起こした。第7条（d）は、外国の投資会社の証券募集を制限する点で注目され、1992年までに、1973年から外国の会社は登録していない：xxvi第9条には、不祥事を起こした人々が業界で活動することを制限する欠格条項がまとめられているが、実際には、これまでSECが放棄してそうした人物が引き続き関与できるようにしている。
第10条をはじめ、特に関連会社との取引における経営に対するコーポレート・ガバナンスにおいて、投資会社の権限を制限する様々な条項がある。これらの法律は、1920年代から1930年代にかけて、ファンドが例えば無価値な株式を特定のファンドに投じ、その損失を投資家に負わせるという自己取引の行き過ぎに対する反動として成立したものである。

## 提出書類
登録するためには、まずForm N-8Aで届出を行い、その後ファンドの種類に応じたフォームを提出する。特にオープンエンド型ファンドはForm 24F-2を提出しなければならない。